# Coscurita
Coscurita település Spanyolországban, Soria tartományban. Coscurita Almazán, Viana de Duero, Nepas, Escobosa de Almazán, Soliedra, Morón de Almazán, Adradas és Frechilla de Almazán községekkel határos. Lakosainak száma 68 fő (2024).

## Népesség
A település népessége az elmúlt években az alábbi módon változott:
| Lakosok száma | 141  | 127  | 118  | 115  | 103  | 92   | 81   | 79   | 68   | 68   |
|               | 2001 | 2004 | 2007 | 2009 | 2012 | 2014 | 2017 | 2019 | 2022 | 2024 |